# Bombus hortulanus
Bombus hortulanus là một loài Hymenoptera trong họ Apidae. Loài này được Smith mô tả khoa học năm 1904.